# Bloedbad van Khan Yunis
Het bloedbad van Khan Yunis vond plaats op 3 november 1956 en werd uitgevoerd door het Israëlische defensieleger (IDF) in de Palestijnse stad Khan Yunis en het nabijgelegen vluchtelingenkamp met dezelfde naam in de Gazastrook tijdens de Suezcrisis.
Volgens Benny Morris hebben Israëlische soldaten tijdens een IDF-operatie om de door Egypte geblokkeerde Straat van Tiran te heropenen, tweehonderd Palestijnen doodgeschoten in Khan Yunis en Rafah. Volgens Noam Chomsky's The Fateful Triangle, waarin Donald Neff wordt geciteerd, werden 275 Palestijnen gedood bij een brute huis-aan-huis-zoektocht naar Fedayin (terwijl er naar verluidt nog eens 111 werden gedood in Rafah).
De Israëlische autoriteiten zeggen dat IDF-soldaten lokale militanten tegenkwamen en dat er een gevecht uitbrak.

## Rapport van de Verenigde Naties
Op 15 december 1956 werd het speciale rapport van Het United Nations Relief and Works Agency for Palestine Refugees in the Near East (UNRWA) over de periode van 1 november 1956 tot midden december 1956 gepresenteerd aan de Algemene Vergadering van de Verenigde Naties. Het rapport vertelde beide partijen over het "Khan Yunis-incident". Volgens het UNRWA-rapport "heeft de directeur van bronnen die hij betrouwbaar acht lijsten ontvangen met namen van personen die naar verluidt op 3 november zijn gedood, in totaal 275 personen". De aantekeningen van de directeur erkennen ook een soortgelijk incident, het bloedbad van Rafah, onmiddellijk na de bezetting van die stad.

## Vluchtelingenkamp
Tegenstrijdige berichten over schermutselingen tussen de twee volkeren werden ook gemeld in het naburige Khan Yunis-kamp, waar ontheemde Palestijnse vluchtelingen werden gehuisvest.  PLO-functionaris Abdullah Al Hourani was in het kamp ten tijde van de moorden.  Al Hourani beweerde dat mannen uit hun huizen werden gehaald en door de Israëlische strijdkrachten werden doodgeschoten. Hourani zelf beweerde dat hij zonder verwondingen was gevlucht voor een poging tot standrechtelijke executie. 

## Gevolgen
Een avondklok die werd ingesteld voor de burgers van Gaza verhinderde hen de lichamen van hun dorpsgenoten op te halen, waardoor ze de hele nacht door het gebied verspreid lagen. Gewonde slachtoffers van de schietpartijen zouden later door het Internationale Rode Kruis naar Gaza-Stad worden vervoerd voor medische behandeling. Israël, buigend voor internationale druk, trok zich in maart 1957 terug uit Gaza en de Sinaï. Kort daarna werd er een massagraf opgegraven in de buurt van Khan Yunis, met daarin de vastgebonden lichamen van veertig Palestijnse mannen die in het achterhoofd waren geschoten.
Palestijnse bronnen vermelden het aantal op 415 doden, en nog eens 57 die vermist zijn of verdwenen. Volgens de toekomstige Hamas-leider Abdel Aziz al-Rantisi, een 8-jarig kind in Khan Yunis destijds die getuige was van een van de moorden op zijn oom, werden 525 inwoners van Gaza gedood door de IDF "in koelen bloede".
De Israëlische soldaat Marek Gefen diende in Gaza tijdens de Suezcrisis. In 1982 publiceerde Gefen, die journalist was geworden, zijn observaties van een wandeling door de stad kort na de moorden. In zijn verslag van Khan Yunis na de bezetting zei hij: "In een paar steegjes vonden we lichamen verspreid over de grond, bedekt met bloed, hun hoofden verbrijzeld. Niemand had gezorgd voor het verplaatsen ervan. Het was vreselijk. Ik stopte op een hoek en moest overgeven. Ik kon niet wennen aan het gezicht van een menselijk slachthuis."

## Culturele referenties
In 2009 publiceerde de Maltees-Amerikaanse stripjournalist Joe Sacco een verslag van 418 pagina's over de moorden in Khan Yunis en Rafah, getiteld Footnotes in Gaza. De graphic novel is grotendeels gebaseerd op direct opgehaalde ooggetuigenverslagen. Alexander Cockburn schreef het werk voor The New York Times en schreef dat "[Sacco] als verslaggever-cartoonist op zichzelf staat omdat zijn vermogen om een verhaal te vertellen door middel van zijn kunst wordt gecombineerd met onderzoeksjournalistiek van de hoogste kwaliteit" en stelde dat "het moeilijk is om je voor te stellen hoe een andere vorm van journalistiek deze gebeurtenissen zo interessant zou kunnen maken."
Sacco erkent dat hij partij heeft gekozen en schrijft: "Ik geloof niet in objectiviteit zoals die in de Amerikaanse journalistiek wordt beoefend. Ik ben niet anti-Israëlisch ... Ik geloof er gewoon heel erg in dat het Palestijnse standpunt moet worden overgebracht". Jose Alaniz, buitengewoon universitair hoofddocent vergelijkende literatuurwetenschap aan de Universiteit van Washington, zei dat Sacco subtiele manieren gebruikt om de lezer te manipuleren om de Palestijnse kant meer als slachtoffer te laten lijken en de Israëli's dreigender.

### Verhaal verteld inFootnotes in Gaza
In 1956 gaf de Egyptische president Gamal Abdel Nasser opdracht tot nationalisatie van het Suezkanaal, een belangrijke waterweg die handel mogelijk maakte tussen de Middellandse Zee en de Indische Oceaan, via de Rode Zee. In een geheime bijeenkomst in Sèvres op 24 oktober kwamen Groot-Brittannië, Frankrijk en Israël overeen een drieledig offensief tegen Egypte te lanceren. De aanval begon met een Israëlische aanval op Egyptische posities op het Sinaï-schiereiland op 29 oktober. Een dag later dienden Groot-Brittannië en Frankrijk een ultimatum in bij zowel Israël als Egypte, dat als voorwendsel moest dienen voor de daaropvolgende operatie van beide mogendheden om in te grijpen en het Suezkanaal te beschermen. Zowel de Verenigde Staten als de Sovjet-Unie eisten op 30 oktober dat de vijandelijkheden zouden stoppen en dat Israël zijn troepen zou terugtrekken naar de wapenstilstandslijn.
De dag erna bombardeerden Franse zeestrijdkrachten Rafah, terwijl de RAF bombardementen uitvoerde op Egyptische vliegvelden. Israël kondigde aan dat het Rafah op 1 november had veroverd en begon met het beschieten van de Gazastrook. Gezien de uitoefening van hun vetorecht in de VN-Veiligheidsraad door Frankrijk en Groot-Brittannië, werden de twee grootmachten gedwongen om een resolutie in die zin te verkrijgen voor de Algemene Vergadering, die op 2 november een motie voor een staakt-het-vuren aannam, dezelfde dag dat Egypte de controle over het Sinaï-schiereiland verloor en er invallen in het door Egypte bezette Gaza via de stad Rafah plaatsvonden. Aan het begin van de dag zond de IDF uit dat het de identiteit van de fedayeen kende en hen zou straffen voor het aanvallen van Israël en dat de burgerbevolking collectief verantwoordelijk zou worden gehouden voor dergelijke aanvallen. Als gevolg hiervan vluchtten ongeveer 1.500 fedayeen met familieleden uit de Strook om toevlucht te zoeken op de Westelijke Jordaanoever, naar Hebron en andere plaatsen, of per skiff naar Egypte. Na het doden of gevangen nemen van alle vijandige militanten in de laatste twee bevolkingscentra, ontmoetten troepen van de twee uiteinden van de Strook elkaar op 3 november in Khan Yunis. In tegenstelling tot de snelle overgave van de Egyptische troepen in Gaza, bood het garnizoen in Khan Yunis onder bevel van generaal Yusuf al-Agrudi hevig verzet. Israël antwoordde met bombardementen en artilleriebeschietingen op de stad, wat zware verliezen aan burgerslevens tot gevolg had, en troepen vergezeld door een pantsercolonne namen de stad op 3 november in.
Mannen die ervan verdacht werden wapens te hebben gedragen, werden ter plekke geëxecuteerd, in hun huizen of op hun werkplek, terwijl alle mannen van 15 tot 60 jaar gedwongen werden om zich te verzamelen. Daarna vonden er twee bloedbaden onder burgers plaats. De eerste vond plaats toen burgers met machinegeweren werden neergeschoten nadat ze gedwongen waren om zich in rijen op te stellen tegen de muur van de karavanserai uit het Ottomaanse tijdperk op het centrale plein van de stad. Lokale bewoners beweren dat het aantal Palestijnen dat bij deze actie werd doodgeschoten, 100 bedroeg, volgens mondelinge herinneringen verzameld door Joe Sacco. Het andere bloedbad vond plaats in het vluchtelingenkamp Khan Yunis. Hoewel het doel van Israël was om de fedayin uit Gaza te verdrijven, werden de bloedbaden grotendeels op burgers aangericht. Volgens Jean-Pierre Filiu was het proces van het identificeren van 'fedayin' onnauwkeurig, het was voldoende om een foto van Nasser op je muur te hebben om verdacht te worden, of gearresteerd te worden omdat je een vergelijkbare naam had als iemand op de verdachtenlijst van Sjien Beet. Af en toe werd gemeld dat lokale kinderen werden gebruikt als menselijk schild in gebieden waar sluipschutters ervan werden verdacht op de loer te liggen, of waar locaties mogelijk boobytraps hadden.
Volgens een verslag van een vluchtende fedayeen, Saleh Shiblaq, liepen Israëlische troepen op de ochtend van 3 november door de stad, waarbij ze mannen uit hun huizen dwongen of hen neerschoten waar ze werden gevonden. In 2003 vertelde Shiblaq aan Sacco dat alle oude mannen, vrouwen en kinderen uit zijn huishouden waren verwijderd. Bij hun vertrek werden de overgebleven jonge mannen door Israëlische soldaten beschoten met salvo's. Volwassen mannelijke bewoners van Jalal Street werden naar verluidt in een rij opgesteld en beschoten vanaf vaste posities met Bren-lichtmachinegeweren, waarbij ze vreemd schoten tot het punt dat een stank van Cordiet de lucht vulde.